# Lista siturilor arheologice din județul Călărași - U
Lista siturilor arheologice din județul Călărași - U conține toate siturile arheologice din județul Călărași înscrise în Repertoriul Arheologic Național (RAN) și aflate în localități al căror nume începe cu litera U. RAN este administrat de Ministerul Culturii și Patrimoniului Național și cuprinde date științifice, cartografice, topografice, imagini și planuri, precum și orice alte informații privitoare la zonele cu potențial arheologic, studiate sau nu, încă existente sau dispărute.
Puteți căuta un sit din localitățile care încep cu litera U folosind formularul de mai jos sau puteți naviga prin toate siturile din județ la Lista siturilor arheologice din județul Călărași.
| Cod RAN                                   | Denumire | Localitate                | Adresă          | Datare                           | Descoperit               | Coordonate                                    | Imagine           | Erori            |
| ----------------------------------------- | --- | ------------------------- | --------------- | -------------------------------- | ------------------------ | --------------------------------------------- | ----------------- | ---------------- |
| 105614.01.01 (Cod LMI: CL-I-m-B-14583.01) | Așezarea neolitică și Latene de la Ulmeni / ansamblu anonim (Categorie: locuire civilă) (Tip: Așezare)               | sat Ulmeni, comuna Ulmeni | Valea lui Soare | Gumelnița - A1 și A2             |                          | 44°08′38″N 26°44′32″E / 44.14389°N 26.74222°E | Încărcați imagine | Raportați eroare |
| 105614.01.02 (Cod LMI: CL-I-m-B-14583.01) | Așezarea neolitică și Latene de la Ulmeni / ansamblu anonim (Categorie: locuire civilă) (Tip: Așezare)               | sat Ulmeni, comuna Ulmeni | Valea lui Soare | Cernavodă I mileniul III a. Chr. |                          | 44°08′38″N 26°44′32″E / 44.14389°N 26.74222°E | Încărcați imagine | Raportați eroare |
| 94615.01.01 (Cod LMI: CL-I-m-B-14584.01)  | Situl arheologic de la Ulmu - La Caraman / ansamblu anonim (Categorie: locuire civilă) (Tip: Așezare)                | sat Ulmu, comuna Ulmu     | La Caraman      | Boian                            | Niță Angelescu 1953-1954 | 44°15′06″N 26°55′41″E / 44.25166°N 26.92798°E | Încărcați imagine | Raportați eroare |
| 94615.01.03 (Cod LMI: CL-I-m-B-14584.01)  | Situl arheologic de la Ulmu - La Caraman / ansamblu anonim (Categorie: locuire civilă) (Tip: Așezare)                | sat Ulmu, comuna Ulmu     | La Caraman      | Coslogeni sf. Mil. II î.Hr.      | Niță Angelescu 1953-1954 | 44°15′06″N 26°55′41″E / 44.25166°N 26.92798°E | Încărcați imagine | Raportați eroare |
| 94615.01.05 (Cod LMI: CL-I-m-B-14584.01)  | Situl arheologic de la Ulmu - La Caraman / ansamblu anonim (Categorie: locuire civilă) (Tip: Așezare)                | sat Ulmu, comuna Ulmu     | La Caraman      | Dridu                            | Niță Angelescu 1953-1954 | 44°15′06″N 26°55′41″E / 44.25166°N 26.92798°E | Încărcați imagine | Raportați eroare |
| 94615.01.04 (Cod LMI: CL-I-m-B-14584.01)  | Situl arheologic de la Ulmu - La Caraman / ansamblu anonim (Categorie: locuire civilă) (Tip: așezare)                | sat Ulmu, comuna Ulmu     | La Caraman      | getică                           | Niță Angelescu 1953-1954 | 44°15′06″N 26°55′41″E / 44.25166°N 26.92798°E | Încărcați imagine | Raportați eroare |
| 94615.01.02 (Cod LMI: CL-I-m-B-14584.01)  | Situl arheologic de la Ulmu - La Caraman / ansamblu anonim (Categorie: locuire civilă) (Tip: așezare)                | sat Ulmu, comuna Ulmu     | La Caraman      | Gumelnița - B1                   | Niță Angelescu 1953-1954 | 44°15′06″N 26°55′41″E / 44.25166°N 26.92798°E | Încărcați imagine | Raportați eroare |
| 94615.02.04 (Cod LMI: CL-I-s-B-14585)     | Așezarea Latene de la Ulmu / ansamblu anonim (Categorie: locuire civilă) (Tip: Așezare)                              | sat Ulmu, comuna Ulmu     |                 | geto-dacică                      | 1924                     | 44°15′24″N 26°54′51″E / 44.25667°N 26.91408°E | Încărcați imagine | Raportați eroare |
| 94615.02.01 (Cod LMI: CL-I-s-B-14585)     | Așezarea Latene de la Ulmu / ansamblu anonim (Categorie: locuire civilă) (Tip: Așezare)                              | sat Ulmu, comuna Ulmu     |                 | Boian                            | 1924                     | 44°15′24″N 26°54′51″E / 44.25667°N 26.91408°E | Încărcați imagine | Raportați eroare |
| 94615.02.02 (Cod LMI: CL-I-s-B-14585)     | Așezarea Latene de la Ulmu / ansamblu anonim (Categorie: locuire civilă) (Tip: Așezare)                              | sat Ulmu, comuna Ulmu     |                 | Gumelnița                        | 1924                     | 44°15′24″N 26°54′51″E / 44.25667°N 26.91408°E | Încărcați imagine | Raportați eroare |
| 94615.02.03 (Cod LMI: CL-I-s-B-14585)     | Așezarea Latene de la Ulmu / ansamblu anonim (Categorie: locuire civilă) (Tip: Așezare)                              | sat Ulmu, comuna Ulmu     |                 | Coslogeni                        | 1924                     | 44°15′24″N 26°54′51″E / 44.25667°N 26.91408°E | Încărcați imagine | Raportați eroare |
| 94615.02.05 (Cod LMI: CL-I-s-B-14585)     | Așezarea Latene de la Ulmu / ansamblu anonim (Categorie: locuire civilă) (Tip: Așezare)                              | sat Ulmu, comuna Ulmu     |                 | Dridu sec. IX-X                  | 1924                     | 44°15′24″N 26°54′51″E / 44.25667°N 26.91408°E | Încărcați imagine | Raportați eroare |
| 94615.03.01 (Cod LMI: CL-I-s-B-14586)     | Așezarea Latene de la Ulmu - "Cota 14" / ansamblu anonim (Categorie: locuire civilă) (Tip: Așezare)                  | sat Ulmu, comuna Ulmu     | Cota 14         | geto-dacică sec. II-I î. Chr.    | Radu Vulpe 1924          | 44°15′13″N 26°54′45″E / 44.25361°N 26.91244°E | Încărcați imagine | Raportați eroare |
| 94615.03.02 (Cod LMI: CL-I-s-B-14586)     | Așezarea Latene de la Ulmu - "Cota 14" / ansamblu anonim (Categorie: locuire civilă) (Tip: așezare)                  | sat Ulmu, comuna Ulmu     | Cota 14         | Dridu                            | Radu Vulpe 1924          | 44°15′13″N 26°54′45″E / 44.25361°N 26.91244°E | Încărcați imagine | Raportați eroare |
| 94615.04.01                               | Așezarea de epoca bronzului de la Ulmu - "La Caraman 1" / ansamblu anonim (Categorie: locuire civilă) (Tip: Așezare) | sat Ulmu, comuna Ulmu     | La Caraman 1    | Coslogeni                        |                          | 44°15′50″N 26°54′54″E / 44.26389°N 26.915°E   | Încărcați imagine | Raportați eroare |
| 94615.04.02                               | Așezarea de epoca bronzului de la Ulmu - "La Caraman 1" / ansamblu anonim (Categorie: locuire civilă) (Tip: Așezare) | sat Ulmu, comuna Ulmu     | La Caraman 1    | Dridu                            |                          | 44°15′50″N 26°54′54″E / 44.26389°N 26.915°E   | Încărcați imagine | Raportați eroare |
| 94660.01.01                               | Așezarea Coslogeni de la Unirea - Rău / ansamblu anonim (Categorie: locuire) (Tip: așezare)                          | sat Unirea, comuna Unirea | Rău             | Coslogeni sf. Mil. II î.Hr.      |                          | 44°22′31″N 27°36′12″E / 44.37537°N 27.60328°E | Încărcați imagine | Raportați eroare |
| 94660.02.01                               | Așezarea Coslogeni de la Unirea / ansamblu anonim (Categorie: locuire) (Tip: așezare)                                | sat Unirea, comuna Unirea |                 | Coslogeni sf. Mil. II î.Hr.      |                          | 44°15′11″N 27°35′43″E / 44.25315°N 27.59526°E | Încărcați imagine | Raportați eroare |